# Halberstadt CL.II
L'Halberstadt CL.II est un avion de chasse et d'attaque au sol de la Première Guerre mondiale construit par la société Halberstädter Flugzeugwerke.
Comme l'indique sa classification selon le Système de désignation des avions de l'Idflieg, l'Halberstadt CL.II est un biplace monomoteur léger destiné à l'exécution de missions d'escorte et d'attaque au sol. Introduit en août 1917, c'est dans cette deuxième fonction qu'il fera valoir principalement son efficacité, notamment en appui lors de la contre-offensive allemande au cours de la bataille de Cambrai. 